# Ye Dehui
Ye Dehui (en chino tradicional, 葉德輝; pinyin, Yè Déhuī; 1864-11 de abril de 1927) fue un escritor y editor chino activo durante la dinastía Qing y la era republicana. Vacilando entre la academia, los negocios y el servicio civil en sus primeros años de vida, Ye finalmente se estableció como un destacado bibliófilo y literato. Fue ejecutado por el gobierno comunista por su supuesto contrarrevolucionismo.

## Primeros años
Ye nació en 1864 en Changsha, Hunan. Era hijo de un funcionario del gobierno de Hebei. Después de aprobar sus exámenes imperiales de nivel de entrada, Ye siguió brevemente una carrera en los negocios, convirtiéndose en un comerciante exitoso con intereses en arroz, sal y textiles. En 1892, obtuvo el título de jinshi. El mismo año, se convirtió en secretario de la Junta de la Oficina Civil, pero encontró el trabajo insatisfactorio y renunció después de unos meses.

## Carrera
Como editor y editor, Ye es conocido por su Shuangmei jing'an congshu (雙梅景闇叢書; literalmente Antología de la sombra del ciruelo doble), que recopila cuatro clásicos médicos chinos sobre el cultivo sexual que se habían conservado parcialmente en el Ishinpō: el Sunü jing; Yufang mijue; Yufang zhiyao; y Dongxuan zi. Publicada por primera vez en 1907, la antología de Ye «indignó» al público chino, aunque más tarde fue descrita en la década de 1950 por Joseph Needham como «la mayor colección sexológica china».
Ye fue uno de los coleccionistas de libros raros y manuscritos más prolíficos de China. En 1910, publicó una guía para el coleccionismo de libros y en 1915, publicó un catálogo de los 350.000 y pico volúmenes de su colección personal. Ye ocasionalmente también probó suerte con la prosa y la poesía.

## Puntos de vista
A diferencia de sus contemporáneos Kang Youwei y Liang Qichao, Ye se opuso con vehemencia al intelectualismo occidental y opinó que el declive de la China moderna se debió a la «desviación de la tradición» de la gente. Ye también encontró al cristianismo inferior al confucianismo; creía que había «mucho absurdo» en el Antiguo Testamento y que «la religión de Jesús ... intimidaba a la gente para que se sometiera». En 1900, Ye fue arrestado y encarcelado brevemente por su presunta participación en el antiextranjero y anticristiano Levantamiento de los bóxers.

## Muerte
Ye era un anticomunista acérrimo. A la llegada del Partido Comunista Chino a Changsha en 1927, Ye compuso un pareado despectivo que se refería a los comunistas como «bestias» y «mestizos». Fue llevado a juicio por el Partido Comunista Chino el 1 de abril de 1927. Diez días después, el 11 de abril de 1927, Ye y varios otros presuntos contrarrevolucionarios fueron ejecutados a tiros. Una colección «definitiva» de sus obras fue publicada póstumamente por su hijo en 1935.